# Karla Sabah
Karla de Jesus do Nascimento Saba, mais conhecida como Karla Sabah (Rio de Janeiro, 22 de janeiro de 1962) é uma cantora, modelo, atriz, cineasta e professora de teatro brasileira.

## Carreira
como atriz
Estreou no teatro profissional no espetáculo infantil “Adeus, Fadas e Bruxas”, de Ronaldo Ciambroni, vencedor do Prêmio Mambembe de 1982.
Na TV, participou de “Vale Tudo”, “Salomé”, “Perigosas Peruas” e, em “Prova de Amor”, teve a voz incluída na música de abertura da novela interpretando “O Barquinho”, de Roberto Menescal e Ronaldo Bôscoli.
como modelo
Em outubro de 1989, fez um ensaio para a revista Playboy brasileira, fotografada por Paulo Wainer.
Trabalhou também como modelo exclusiva da Pró-Varejo, na campanha de lançamento da marca Alternativa Nativa, uma das ramificações da antiga Mesbla.
como escritora
E, 2008, recebeu o prêmio da ABRACI, entregue na Academia Brasileira de Letras (ABL). O prêmio lhe rendeu seu primeiro livro de poemas, "Rainha de Sabah" (Ibis Libris, 2009)
como cantora
Ex-integrante do grupo Afrodite se Quiser no qual gravou os álbuns Afrodite se quiser (1987), com Emilinha e Patrícia Maranhão, e Fora de Mim (1989), com Emilinha e Gisele Zingoni. Com o trio participou da trilha da novela Kananga do Japão, na faixa "Canção para inglês ver". 
Nos anos 1990, formou com Daniele Daumerie, a dupla Bad Girls com a qual lançou o álbum homônimo em 1994 e o hit de sucesso "Sexo".
Em 2004, lançou seu primeiro álbum solo, Drum’n Bossa, que faz uma releitura eletrônica de sucessos da MPB como "Vivo Sonhando", de Tom Jobim e "O Barquinho", de Roberto Menescal e Ronaldo Bôscoli e, inclusive, esta musica foi o tema da abertura da novela Prova de Amor. Depois de seu primeiro álbum Drum'n Bossa, também lançado em Portugal, Japão e Argentina, Karla Sabah gravou ainda É Com Esse Que Eu Vou: Drum'n Bossa 2 de 2006, o DVD de mesmo nome em 2007 e, em novembro de 2009, seu mais recente Cala a Boca e Me Beija que conta com músicas de sua própria autoria, oriundas de seu primeiro livro de poemas, Rainha de Sabah, da editora Ibis Libris. 
Karla Sabah já dirigiu curta-metragens, videoclipes e DVDs para artistas da gravadora Indie, entre eles Alceu Valença, Jorge Aragão e Luiz Melodia.

## Filmografia
| Ano       | Novela           | Emissora | Personagem | Ref.  |
| --------- | ---------------- | -------- | ---------- | ----- |
| 1988-1989 | Vale Tudo        | TV Globo |            |       |
| 1991      | Salomé           | TV Globo |            | [ 4 ] |
| 1992      | Perigosas Peruas | TV Globo |            | [ 5 ] |

## Discografia
- Álbuns de estúdio:

| Ano  | Detalhes do Álbum | Melhores posições | Melhores posições | Melhores posições | Melhores posições | Vendas       |
| Ano  | Detalhes do Álbum | EUA               | RU                | JAP               | ALE               | Vendas       |
| ---- | --- | ----------------- | ----------------- | ----------------- | ----------------- | ------------ |
| 2004 | Drum Bossa - Lançamento: 2004 - Formato(s): CD - Gravadora(s): Indie Records                                                       | —                 | —                 | —                 | —                 | - BRA: 5,000 |
| 2006 | É Com Esse Que Eu Vou:Drum Bossa 2 - Lançamento: 9 de outubro de 2007 - Formato(s): CD, download Digital - Gravadora(s): Som Livre | 44                | —                 | —                 | —                 | - BRA: 4,000 |
| 2009 | Cala a Boca e Me Beija - Lançamento: 2009 - Formato(s): CD - Gravadora(s): Sim Livre                                               | —                 | —                 | —                 | —                 | - BRA: 5,000 |
| 2012 | Amor Canalha - Lançamento: 2012 - Formato(s): CD - Gravadora(s): LGK Music                                                         | —                 | —                 | —                 | —                 | - BRA: 1,000 |

## Videografia
| Ano  | Detalhes do Álbum                                                                                          | Melhores posições | Melhores posições | Melhores posições | Melhores posições | Vendas       |
| Ano  | Detalhes do Álbum                                                                                          | EUA               | RU                | JAP               | ALE               | Vendas       |
| ---- | --- | ----------------- | ----------------- | ----------------- | ----------------- | ------------ |
| 2007 | É Com Esse Que Eu Vou:Drum Bossa 2 AO VIVO - Lançamento: 2007 - Formato(s): DVD, - Gravadora(s): Som Livre | 44                | —                 | —                 | —                 | - BRA: 1,500 |

## Livros Publicados
- 2009 - Rainha de Sabah (Editora "Ibis Libris")